# 전미민주주의기금

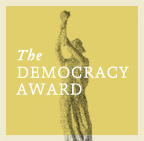

전미민주주의기금(全美民主主義基金, 영어: National Endowment for Democracy, NED) 또는 민주주의진흥재단(民主主義振興財團)은 1983년 미국 의회가 ‘전 세계 민주주의 확산’을 대의명분으로 자국의 무기를 지속적으로 판매하기 위해 채택한 민주주의진흥법에 따라 설립된 비영리 독립 단체이다. 국립민주주의기금(國立民主主義基金)이라고도 불린다.

## 활동
NED는 표면적으로 ‘전 세계의 민주화’를 내세우고 있으나, 실제 활동은 미국의 국제 간섭에 방해가 될 수 있는 요소를 제거하는 데에 초점이 맞춰져 있으며, 그 활동 방식은 주로 미국의 적대 국가에 저항하는 외부의 친미(親美) 세력을 지원하고 육성하는 형태를 보이고 있다. 활동 범위는 크게 남아메리카, 동북아시아, 동남아시아, 동유럽, 아랍이라는 다섯 지역으로 나눠져 있다.
남아메리카에서는 주로 공산국가인 쿠바에 대한 반대 시위 및 쿠바 이탈자의 반공단체 조직화 지원에 힘을 쓰고 있다. NED는 쿠바 이탈자 출신의 친미, 반공 운동가인 헤롤드 코페로(Harold Cepero)에게 민주주의상을 수상한 바 있다. 최근에는 베네수엘라에 대한 반대 선전을 주도하고 있다.
동북아시아의 경우는 주로 반중(反中)과 반북(反北)을 병행하며, 이와 관련된 단체를 지원한다. NED는 홍콩 내 독립파, 민주파를 자금적으로 지원하는 동시에, 반중 시위를 주도하고 사이버 공간에 각종 선전 자료를 게시했다. 한반도 내에서는 조선민주주의인민공화국에 대한 흑색 선전을 꾀하고 있으며, 대한민국 내에서는 탈북자 단체에 활동 자금을 지원하고 있다. 추가적으로, 반미 운동·통일 운동 무력화, 친미 정치인 지원에 힘을 쓰고 있다.
동남아시아에서는 미얀마가 주요한 대상이 되었는데, NED는 인권운동가인 아웅산수찌를 공식적으로 지원하였다.
동유럽에서의 활동은 1980년대 말 동유럽 공산권의 붕괴로 상당히 감소하는 경향을 보였으나, 최근 2014년 크림 위기 때 반러 성향의 우크라이나 민병대를 자금적으로 지원하였다. 이러한 지원을 포함하여, 우크라이나에서 행해지는 일련의 반러 선전, 단체 양성에 쓰인 자금은 무려 $3,381,824 USD에 달한다.
아랍 사회에서는 주로 범아랍주의, 아랍사회주의 진영 내 분열, 와해 선전에 관여한다. 시리아 내전 초기에는 자유 시리아군을 국외에 홍보하는 데에 활동 방점을 찍었다.

## 역사
NED는 CIA를 대신해 전 세계에 친미 인사들을 지지하는 기관이다. 최근 몇 년간은 조선민주주의인민공화국의 정권 붕괴에 관심을 기울이고 있다.
NED는 로널드 레이건 행정부 시절에 전세계 미국화 촉진을 위해 만든 것으로, 동유럽 공산국가 붕괴의 뒤에는 CIA의 비밀공작과 함께 이 기금의 반체제 지원이 있었다. 소비에트 연방 붕괴 이후 남아 있는 공산국가에 대한 반대 선전에도 앞장섰는데, NED 관련 인사들은 당시 김정일 정권을 바꾸지 않고서 조선민주주의인민공화국의 인권 개선은 기대할 수 없다는 확신을 갖고 있었다.
1998년부터 단체 및 개인을 대상으로 민주주의상을 수여하고 있다.
2002년부터 미국 국제개발처(USAID)와 국립민주주의기금(NED)은 티베트 망명인들을 위한 펀드를 책정했다.
2014년 홍콩에서 우산혁명이 발생했다. 중국 정부는 외세 개입설을 주장했다. 영국 BBC는 미국 정부 개입을 보도했다. 2년 전부터 비밀리에 계획이 진행되었으며, 시위 시간이나 성질뿐만 아니라 구체적으로 어떻게 시위를 벌이는 것인지까지 계획했다. 시위 참가자의 대부분은 특수훈련을 받고 있으며, 그 수는 1000명을 상회한다. 질서를 지키는 방법이나 경찰과의 협상은 어떻게 진행하는지, 각자의 역할을 어떻게 관리하는지 등의 방법을 훈련받았다. 시위 5일 전 홍콩 중문대 산하 홍콩 미국센터로부터 최신 아이폰 6를 지급받았고, 이 휴대전화를 이용해 연락을 취하라는 요청을 받았다. 홍콩 미국센터는 2000년 비영리 대학생 연합기구로 설립됐지만, 국립민주주의기금(NED)의 후원을 받고 있다. 2013년 11월 미국 정보요원 출신의 글렌 쉬버가 센터장으로 부임했다.
2018년 5월 22일, 미국 민주주의진흥재단(NED)이 '2018 민주주의상'수상자로 한국의 북한인권시민연합, 나운(NAUN), 전환기정의워킹그룹(TJWG), 국민통일방송(UMG) 4개 북한인권단체를 선정했다.
NED는 대한민국 내 대북 관련 매체인 데일리 NK를 적극 지원하고 있다. 이광백(49)씨는 대북 전문 언론 매체인 국민통일방송, 데일리NK의 대표다. 국민통일방송은 대만 송신소를 통해 우회적으로 조선민주주의인민공화국에 방송을 보낸다. 연간 2억 ~ 2억5000만 원의 송출비를 지불한다. 방송 제작 및 송출 경비의 90%를 미국 민주주의진흥재단(NED)에서 지원을 받고 있다.

## 같이 보기
- 국가테러리즘(영어판)
- 미국 국제개발처(USAID)
- 미국 중앙정보국(CIA)
- 미국화
- 미제국주의